# Kazimierz Szymiczek
Kazimierz Szymiczek (ur. 20 maja 1939 w Pietwałdzie, zm. 20 lipca 2015 w Katowicach) – polski matematyk zajmujący się teorią form kwadratowych.

## Życiorys
W roku 1956 ukończył Liceum Pedagogiczne w Cieszynie w klasie o profilu wychowanie fizyczne, a następnie podjął studia matematyczne w Wyższej Szkole Pedagogicznej w Katowicach uzyskując w roku 1960 tytuł magistra. Po ukończeniu studiów został zatrudniony w WSP w Katedrze Algebry i Teorii Liczb, gdzie pracował jako asystent, a później jako adiunkt do roku 1968. W 1966 doktoryzował się na podstawie rozprawy On Prime Divisors of Mersenne Numbers napisanej pod kierunkiem Antoniego Wakulicza. Profesor na Uniwersytecie Śląskim. Od 1963 członek Polskiego Towarzystwa Matematycznego. Otrzymał Medal Komisji Edukacji Narodowej (2001), Złoty Krzyż Zasługi (1977), Krzyż Kawalerski Orderu Odrodzenia Polski (1985).